# Charles Townshend (2e vicomte Townshend)
Charles Townshend, 2e vicomte Townshend (18 avril 1674 - 21 juin 1738) est un homme politique, diplomate et pair britannique.

## Biographie

### Vie privée
Il est né à Raynham Hall, dans le comté du Norfolk, Charles Townshend hérite de la pairie en décembre 1687. Il étudie au collège d'Eton, puis au King's College de Cambridge. 
Il est le fils aîné d'Horatio Townshend, baronnet de Townshend (né vers 1630, mort en 1687), un zélé partisan de Charles II, qui le crée baron Townshend en 1661 et vicomte Townshend de Raynham en 1682.
La famille Townshend, originaire du Norfolk descend de Roger Townshend (mort en 1493) de Raynham. Le père de Charles Townshend, Horatio Townshend, est : l’arrière-petit-fils de Roger Townshend (né vers 1543, mort en 1590) ; le petit-fils de John Townshend (né en 1564, mort en 1603), un soldat ; le fils de Roger Townshend (né en 1588, mort en 1637), créé baronnet en 1617.
Il est titré baron Lynn entre 1674 et 1687.

### Vie publique

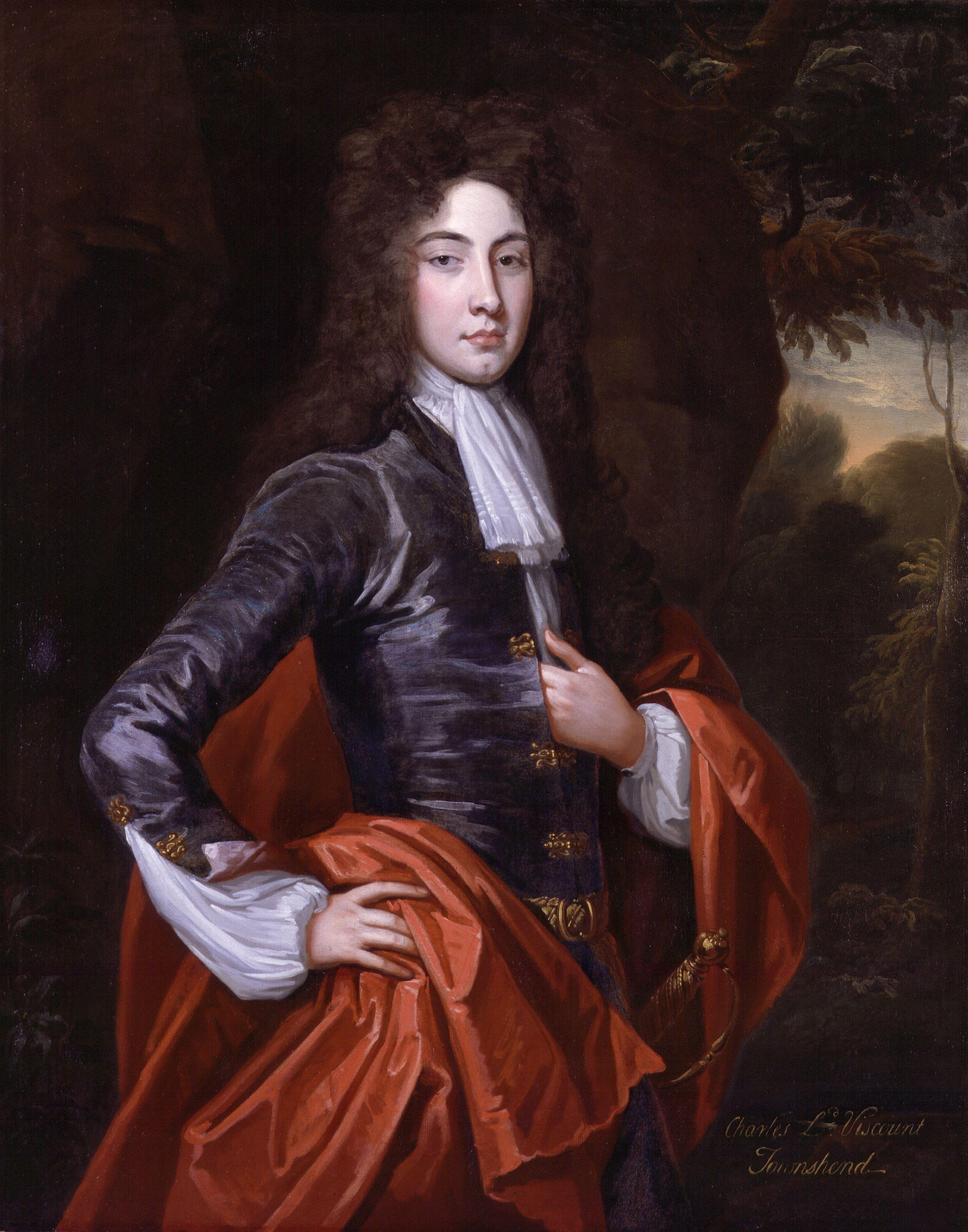
Charles Townshend, 2e vicomte Townshend (Sir Godfrey Kneller)

Il est d'abord proche des Tories quand il vient siéger sur les bancs de la Chambre des lords, il change bientôt de vues et devient un actif partisan de la politique des Whigs. Pendant quelques années, après l'accession au trône de la reine Anne, il demeure sans le moindre office, mais, en novembre 1708, il est nommé capitaine des Yeomen de la Garde, un an après être entré au Conseil Privé. Il est ambassadeur extraordinaire et plénipotentiaire aux États généraux de 1709 à 1711, prenant part, durant ces années, aux négociations qui précèdent la conclusion du traité d'Utrecht.
Après son rappel en Angleterre, il mène une opposition active contre l'action du nouveau gouvernement tory. Townshend gagne rapidement la faveur de George Ier, et, en septembre 1714, le nouveau roi le nomme secrétaire d'État pour le Nord. La politique de Townshend et de ses collègues, après la révolte jacobite de 1715, vise à rétablir la paix. Par ailleurs, il s'oppose à l'intrusion de l'Angleterre dans la guerre qui oppose la Suède au Danemark et promeut la conclusion d'une alliance défensive entre l'Angleterre, l'Empereur et la France.
En dépit de ces succès, l'influence des Whigs est peu à peu minée par les intrigues de Charles Spencer, 3e comte de Sunderland, et par le mécontentement des favoris du souverain hanovrien. En octobre 1716, le collègue de Townshend, James Stanhope, futur premier comte de Stanhope, qui accompagne le roi lors d'un voyage dans le Hanovre, est détourné de son allégeance au ministère par Sunderland, qui convainc George Ier que Townshend et Sir Robert Walpole complotent avec son fils le prince de Galles, dans le but de le remplacer par ce dernier sur le trône. En décembre 1716, le secrétaire est donc écarté et nommé Lord Lieutenant d'Irlande. Puis, en avril 1717, il quitte le Cabinet, entrant dans l'opposition avec Walpole.
Au début de 1720, une réconciliation partielle a lieu entre Stanhope et Townshend et, en juin de l'année suivante, il devient Lord Président du Conseil, un poste qu'il occupe à partir de février 1721, quand, après la mort de Stanhope et le retrait forcé de  Sunderland, il est à nouveau nommé secrétaire d'État pour le Nord, avec Walpole comme Premier Lord du Trésor et chancelier de l'Échiquier. Les deux hommes demeurent tout puissants durant le reste du règne de George Ier, les événements les plus graves étant la découverte du complot jacobite organisé par l'évêque Atterbury et sa destitution, le pardon et le rétablissement partiel de Lord Bolingbroke, la bulle spéculative de la Compagnie des mers du Sud, suivie de l'effondrement de ses actions, et des troubles en Irlande.
Townshend obtient le renvoi de son rival, John Carteret, futur comte de Granville, mais un différend surgit bientôt entre lui et Walpole, et il doit affronter des difficultés dans la politique européenne. Bien qu'il le déteste, George II le maintient à son poste, mais il perd peu à peu la prédominance au sein du ministère au profit de Walpole. De sérieuses oppositions concernant la politique à adopter face à la Prusse et la politique étrangère en général conduisent finalement à une rupture en 1730. Ne pouvant obtenir le renvoi d'un adversaire au profit d'un ami personnel, à cause de l'intervention de Walpole, Townshend démissionne le 15 mai 1730. Retiré à Raynham, il passe ses dernières années à s'occuper d'agriculture et à promouvoir la culture des navets, ainsi que d'autres améliorations, à travers l'Angleterre. Il meurt à Raynham le 21 juin 1738.
À Raynham, Townshend a mené diverses expérimentations agricoles, et son nom est demeuré attaché aux navets ce qui lui vaut d'être connu dans la mémoire collective comme « Turnip Townshend ». Ses réformes agricoles ont eu des conséquences importantes. Alexander Pope, dans l’Épitre II de ses Imitations d'Horace, le décrit comme une personne obsédée par les navets et dit, dans une note, que « ce genre d'amélioration rurale qui résulte des navets » était le sujet de conversation favori de Townshend.

## Famille

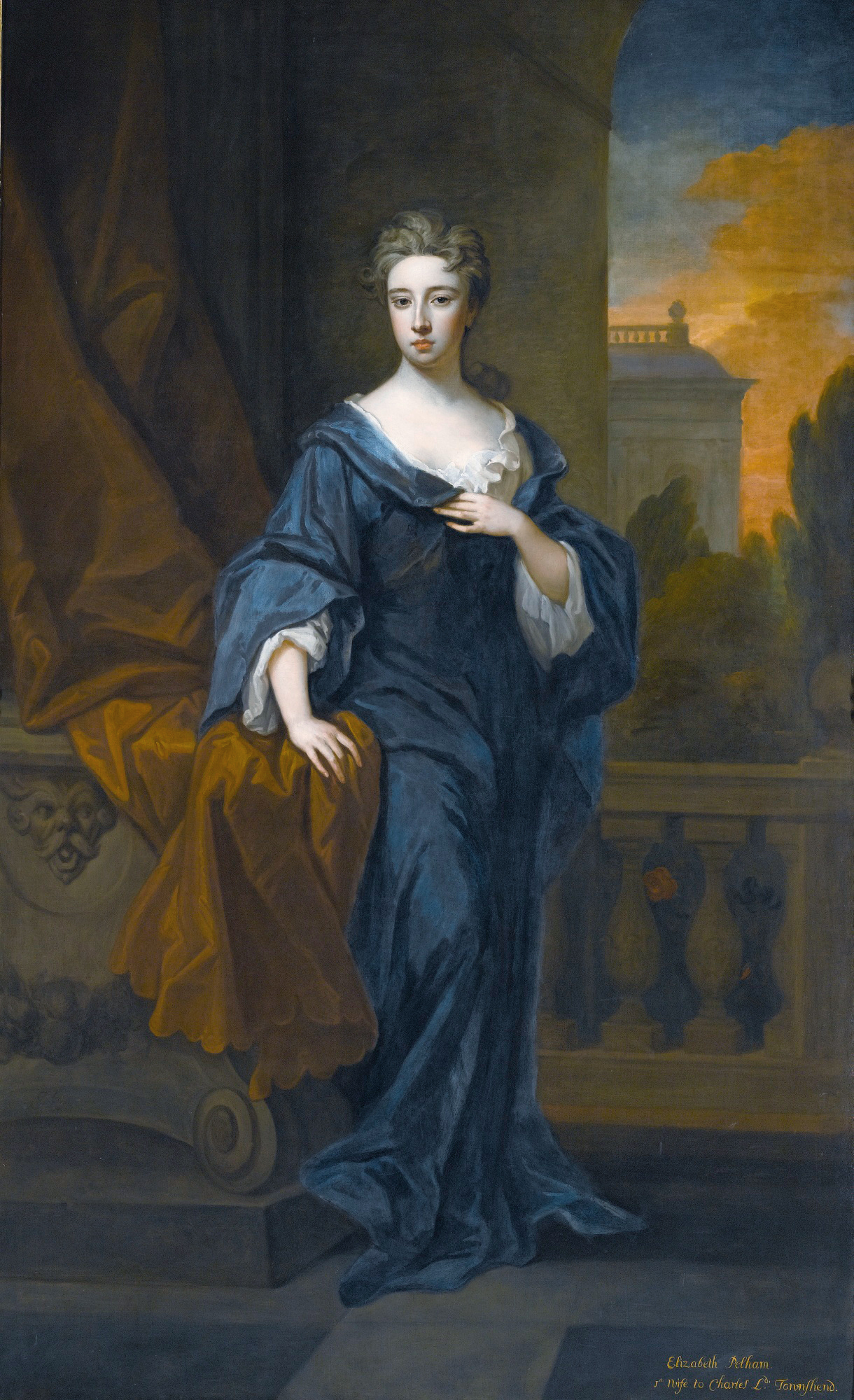
Elizabeth Pelham, vicomtesse Townshend (Sir Godfrey Kneller).

Il épouse en premières noces, le 3 juillet 1698, Elizabeth Pelham (1681-1711), fille de Thomas Pelham, 1er baron Pelham et d'Elizabeth Jones. Ils ont cinq enfants.
- Charles Townshend, 3e vicomte Townshend (11 juillet 1700 - 12 mars 1764) épouse Audrey Ethelreda Harrison (1708 - 5 mars 1788), dont descendance ;
- Thomas Townshend (2 juin 1701 - 21 mai 1780) épouse Albinia Selwyn (1705 - 7 septembre 1739), dont descendance ;
- William Townshend (9 juin 1702 - 29 janvier 1738) épouse Henrietta Powlett (1700 - 22 décembre 1753), dont descendance ;
- Elizabeth Townshend (1703 - 1er décembre 1785) épouse Charles Cornwallis, 1er comte Cornwallis (29 mars 1700 - 23 juin 1762), dont descendance ;
- Roger Townshend (15 juin 1708 - 7 août 1760), célibataire sans enfants.

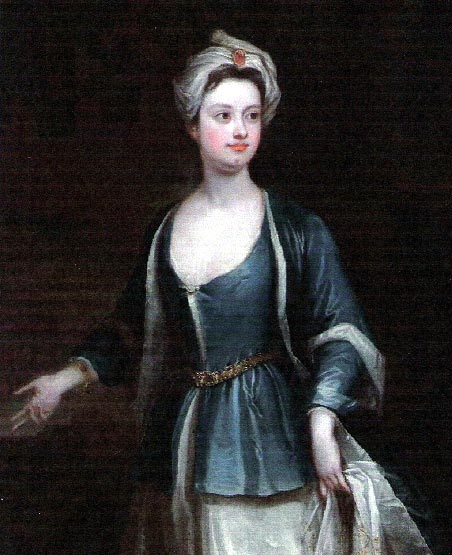
Dorothy Walpole, vicomtesse Townshend (Charles Jervas).

Il épouse en secondes noces, le 6 juillet 1713, Dorothy Walpole (1686-1726), fille de Robert Walpole et de Mary Burwell. Ils ont sept enfants.
- George Townshend (29 octobre 1715 - août 1769), célibataire, sans enfants ;
- Augustus Townshend (1716 - 1746), célibataire, sans enfants ;
- Horatio Townshend (1717 - 1764), célibataire, sans enfants ;
- Edward Townshend (25 octobre 1719 - 27 janvier 1765) épouse Mary Price (1725 - 1816), dont descendance ;
- Richard Townshend (1721 - 1721), célibataire, sans enfants ;
- Dorothy Townshend (5 mai 1714 - mai 1779) épouse Spencer Cowper (1713 - 25 mars 1774), sans descendance ;
- Mary Townshend (20 août 1720 - 1776) épouse Edward Cornwallis (5 mars 1713 - 14 janvier 1776), sans descendance.

## Distinctions

### Décorations britanniques
- Ordre de la Jarretière (1724)